# Сильвестр (Суходольский)
Архимандрит Сильвестр (в миру Роман Маркович Суходольский; 1770 — после 1820) — священнослужитель Русской православной церкви, настоятель Спасо-Преображенского Авраамиева монастыря Смоленской епархии, архимандрит, духовный писатель.

## Биография
Родился в 1770 году семье протоиерея села Малютинец, Пирятинского уезда Полтавской губернии. С 1784 года учился в Киевской духовной академии.
9 сентября 1798 года был определен педагогом в Переяславскую (ныне Полтавскую) семинарию, где 16 сентября 1800 года постригся в монашество с именем Сильвестр. Кроме учительских обязанностей занимал различные должности по семинарскому правлению и епархиальному управлению. 
В 1801 году Сильвестр Суходольский был направлен преподавать в Санкт-Петербург в Александро-Невскую Академию, как хороший знаток немецкого и французского языков; но кроме языков он нес при Академии катехизаторские обязанности, затем преподавал риторику, красноречие и философию.
Со временем Сильвестр Суходольский был включен в число соборных иеромонахов Александро-Невской лавры.
4 февраля 1804 года Сильвестр Суходольский был назначен префектом Санкт-Петербургской духовной академии и 25 марта того же года возведен в сан игумена Новгородского Кирилловского монастыря. 

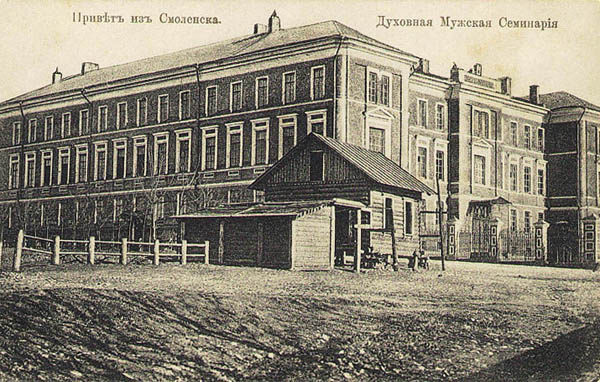
Смоленская семинария

1 июня 1804 года Сильвестр Суходольский был перемещен на должность ректора Смоленской духовной семинарии с производством в сан архимандрита Смоленского Авраамиева монастыря. Он преподавал в семинарии богословие, проводил проповеди, толковал публично Священное Писание по воскресным дням и присутствовал в духовной консистории, а с 20 ноября 1805 года состоял благочинным над штатными монастырями. 
В середине 1808 года Сильвестр Суходольский серьёзно заболел, прекратил чтение лекций и 1 декабря был уволен от всех занимаемых должностей с гарантией, что по выздоровлении вновь будет определен к соответственному месту. 21 февраля 1811 года он был уже снова учителем Смоленской семинарии. 
В начале 1812 года Священным Синодом поручено ему преподавание догматического богословия в Киевской Академии, а в июне того же года он был уволен из Академии и в 1813 году отправился в Полтавскую епархию, и там 7 апреля 1813 года сделан наставником семинарии, но в 1817 году получил отставку и жил при архиерейском доме. В 1817 году хотел поступить в Харьковский университет на кафедру латинской словесности, но Священным Синодом не уволен. С 18 сентября 1819 года находился в Крестовоздвиженском Полтавском монастыре, а с 31 октября 1820 года был законоучителем Полтавского Института благородных девиц и совершал богослужения в институтской церкви. 
По отзывам современников, Сильвестр Суходольский был человек даровитый и образованный, но с неуравновешенным характером. 
Наиболее известный из его трудов: «Историческое рассуждение о догматическом богословии» («Труды Киевской духовной академии», 1898, май).